# Resolució 914 del Consell de Seguretat de les Nacions Unides
La Resolució 914 del Consell de Seguretat de les Nacions Unides fou adoptada per unanimitat el 27 d'abril de 1994. Després de recordar les resolucions 908 (1994) i 913 (1994), el Consell, en virtut del Capítol VII de la Carta de les Nacions Unides, va augmentar la força de la Força de Protecció de les Nacions Unides (UNPROFOR) fins a 6.550 tropes addicionals, 150 observadors militars i 275 monitors de la policia civil.